# Waldsee Lauer
Der Waldsee Lauer (mitunter auch Wolfsee) ist ein künstlich angelegtes Gewässer im Nordwesten von Markkleeberg in Sachsen. Der Name bezieht sich auf das ehemalige in der Nähe gelegene Gut Lauer, das durch den Braunkohlentagebau verlorenging.

## Lage und Gestalt
Der Waldsee Lauer liegt nordöstlich des Cospudener Sees im Landschaftspark Cospuden. Er ist etwa 460 Meter lang, etwa zwischen 130 und 320 Meter breit mit einer Ausbuchtung nach Nordwesten und hat eine maximale Tiefe von 5 Metern. Der Waldsee Lauer liegt auf 109,4 m Höhe und hat ein Volumen von etwa 0,3 Millionen m³. Seine Fläche beträgt 8,5 Hektar, sein Umfang 1,6 Kilometer.
Im Süden ist er über einen etwa 900 Meter langen Kanal mit dem Cospudener See verbunden. Im Kanal befindet sich nahe dem Cospudener See eine Schleuse, die den Höhenunterschied von 90 cm ausgleicht. Im Norden führt eine künstliche Verbindung zum Floßgraben (auch Batschke).
Der Waldsee Lauer ist allseitig von Bäumen umgeben, seine Ufer sind mit einem schmalen Schilfgürtel bestanden.

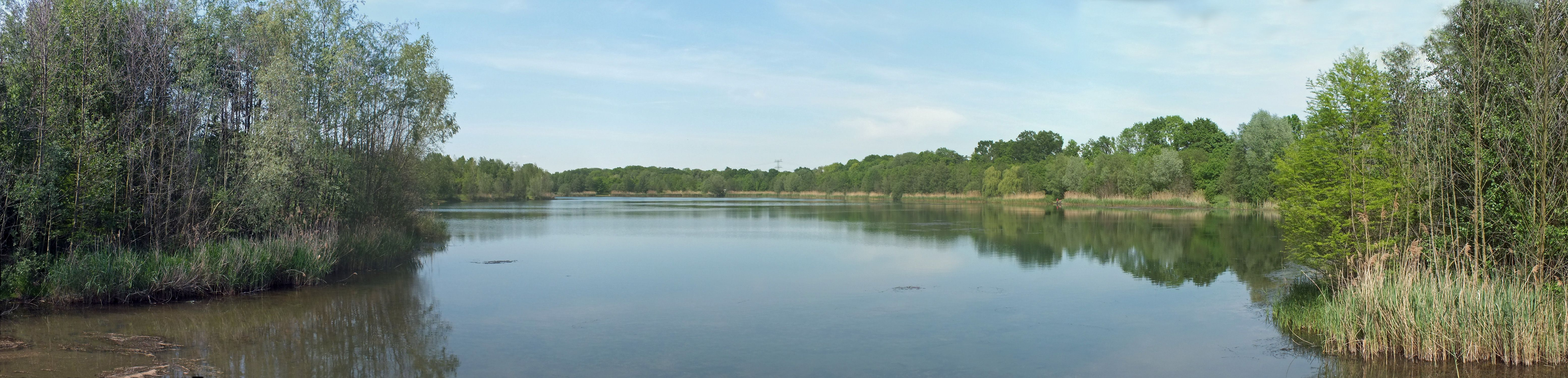
Panorama von Süden (2017)

## Geschichte
Der Waldsee Lauer entstand aus einer Kiesgrube, die zur Baustoffgewinnung für die durch den Braunkohlentagebau in den 1970er Jahren notwendig gewordene Verlegung der Fernverkehrsstraße 2 (heute Bundesstraße 2) angelegt worden war. Nach Abschluss der Arbeiten entstand eine Badegelegenheit.
Von 1980 bis 1986 war das damalige Waldbad Lauer ein öffentlich betriebener Badesee mit Umkleidekabinen und Aufenthaltsräumen  für das Aufsichtspersonal. Durch die notwendige Entwässerung des nahenden Tagebaus Cospuden sanken der Grundwasserspiegel und der Wasserstand im Badesee.
Mit der Einstellung des Tagebaubetriebs zu Beginn der 1990er Jahre, der Rekultivierung und der Flutung des Cospudener Sees stieg auch der Wasserspiegel wieder. Der Waldsee Lauer, wie der See nun hieß, bekam schiffbaren Anschluss an den Cospudener See und den Floßgraben, wozu für Letzteres der Bau einer Brücke an der Brückenstraße erfolgte.

## Nutzung
Seit der Freigabe des Cospudener Sees zum Baden und für viele Wassersportarten im Jahr 2000 kann sich am Waldsee Lauer die Natur nahezu ungestört entfalten.
Der See ist ein beliebtes Angelgewässer. Gemäß dem Angelatlas Sachsen sind die wichtigsten Fischarten Barsch, Hecht, Karpfen, Schleie und Weißfische.
Der Wasserwander-Kurs 1 für muskelbetriebene und spezielle Motorboote vom Leipziger Stadthafen am Elstermühlgraben in der Innenstadt bis in den Cospudener See führt durch den Waldsee Lauer. Gemäß der Zählung an der Cospudener Schleuse passieren jährlich 7000 bis 10000 Boote den Waldsee Lauer.